# إيرل كارول (كاتب)
إيرل كارول (بالإنجليزية: Earl Carroll)‏ هو مغني وكاتب سيناريو أمريكي، ولد في 2 نوفمبر 1937 في نيويورك في الولايات المتحدة، وتوفي بنفس المكان في 25 نوفمبر 2012 بسبب سكتة.

## روابط خارجية
- إيرل كارول على موقع IMDb (الإنجليزية)
- إيرل كارول على موقع ميوزك برينز (الإنجليزية)